# グルーボール
グルーボール（英: glueball)とは、量子色力学(QCD)において存在が予想されている、異種中間子に分類される複合粒子である。
色を持った素粒子であるクォークは単独では存在せず、クォーク3個が結合したバリオンや、クォークと反クォークが結合したメソンを作ることで無色となった状態でのみ存在する（クォークの閉じ込め）。
グルーボールは、クォークにおけるバリオンやメソンと同様に、グルーオンのみが複数結合して全体で無色となった状態である。
格子ゲージ理論による数値計算などによって、その存在と質量が予想されているが、崩壊過程などの予想はできていない。実験では、f0(1500) と呼ばれる粒子が最も軽いグルーボールの有力な候補とされているが、理論がグルーボールの性質に関する情報を与えられていないため、f0(1500)がグルーボールであるかの判定はできていない。